# Gasthaus zur Rose (Großbottwar)

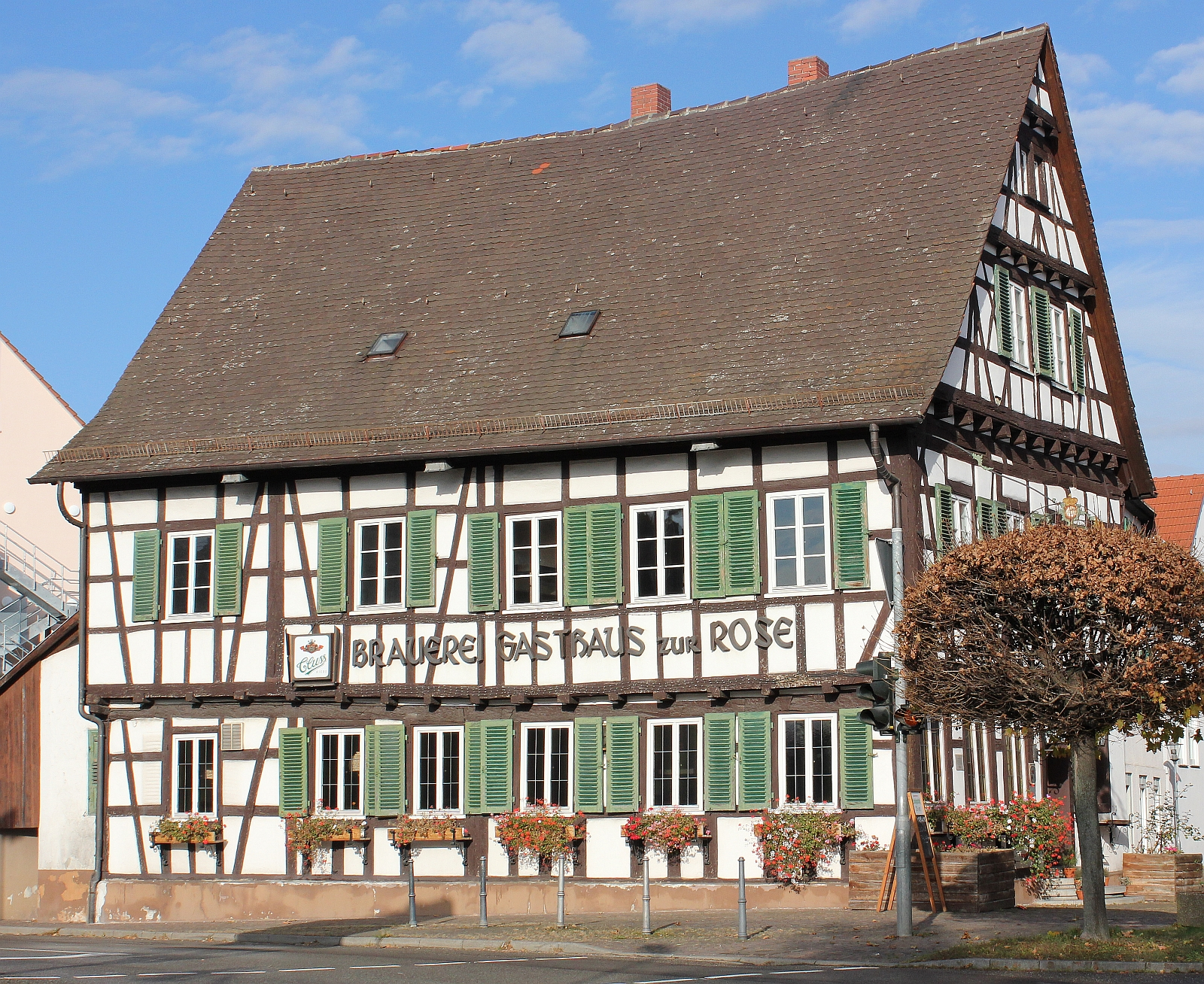
Gasthaus "Zur Rose" in Großbottwar, Ansicht von der Kleinbottwarer Straße aus

Das Gasthaus zur Rose in Großbottwar im Landkreis Ludwigsburg (Baden-Württemberg) ist ein historisches Gebäude, das im 16. oder 17. Jahrhundert noch außerhalb der Stadtmauern errichtet wurde. Im 18. Jahrhundert führte der Räuber und Rößleswirt Johann David Linse den Betrieb.

## Geschichte
Über die Ursprünge des Gasthauses ist wenig bekannt. Seine frühe Entstehungsgeschichte wird überwiegend aus Baubefunden abgeleitet. Es befand sich ursprünglich außerhalb der Stadtmauer vor dem Zwingertor. Dort gab es wohl schon um 1600 eine Gruppe von Gebäuden. Das Bauwerk weist einige Fachwerkspezifika auf, die eine Datierung auf die Zeit vor 1568 erlauben. Nach dem großen Stadtbrand von 1554 wurde 1556 auch ein neues Rathaus erbaut, das einen wohl nicht verbrannten, aber doch baufälligen Vorgängerbau ersetzt hat. Von der Größe einiger Gasthaus-Bauteile ausgehend wird vermutet, dass Teile des alten Rathauses zu groß für eine Weiterverwendung in der engen Stadt waren und daher zur Errichtung der Wirtschaft außerhalb der Stadtmauern gedient haben könnten. Offenbar hatten sich die örtlichen Zünfte aus den Überresten des alten Rathauses einen repräsentativen Sitz erbaut, denn das Gasthaus diente zur Aufbewahrung der Zunftladen. Als Schildwirtschaft war es das ganze Jahr über geöffnet. 
Über Umfang und Dauer der als sicher geltenden Beschädigung des Gebäudes im Dreißigjährigen Krieg ist nichts bekannt. Daher wäre auch ein vollständiger Neubau des Gasthauses in der älteren Vorstadtsiedlung mit der Verwendung von Baumaterialien früherer Gebäude erst im Laufe des 17. Jahrhunderts möglich. 
Das Gasthaus hieß ursprünglich Zum Weißen Ross, woraus später Zum Weißen Rößle oder kurz Rößle wurde.
Der erste urkundlich belegte Gastwirt war der um 1675 zugewanderte Wirt und Bierbrauer Hans Jakob Weeber († 1732). Nach seinem Ableben veräußerte dessen Witwe den Gasthof an Elisabeth Katharina Metzger, der Ehefrau von Michael Metzger, der auch von Beruf Metzger war. Nach dem Tod der Gemahlin 1742 geriet er in finanzielle Schwierigkeiten, so dass der Gasthof vergantet (zwangsversteigert) wurde. Der aus Stuttgart stammende Christian Häusser, wiederum ein Metzger, ersteigerte den Gasthof im Jahr 1745. Er starb allerdings in den Jahren um 1760. Seine Witwe Klara Häusser führte den Betrieb weiter und vermählte sich in zweiter Ehe mit Andreas Linse, ebenfalls ein Metzger aus Stuttgart. Das Metzgerhandwerk war zum Führen der Wirtschaft in dieser Zeit erforderlich. Johann David Linse, einziger Sohn von Christian Häusser, erwarb 1780 das Anwesen durch Kauf und trat die Nachfolge als Gastwirt an. – Der Name des Gasthofs lautete zu dieser Zeit Zum Weißen Rößle. – Linse beging eine Vielzahl von Einbrüchen und Diebstählen und wurde so als Rößlewirt Gegenstand volkstümlicher Sagen und Erzählungen. 1789 wurde er hingerichtet. Anschließend kam das Gasthaus durch eine Zwangsversteigerung an Johann Konrad Schuler. Er änderte aufgrund des schlechten Leumunds seines Vorbesitzers den Namen. Seitdem heißt der Gasthof Zur Rose. 
In der ersten Hälfte des 19. Jahrhunderts wurde das Gebäude gemäß einer Brandschutzverordnung verputzt. Um 1956 hat man das Fachwerk in etwa gleichzeitig mit dem des Großbottwarer Rathauses wieder freigelegt.

## Lage
Im Zuge des Wachstums von Großbottwar entwickelte sich der einst außerhalb gelegene Standort zu einem innerörtlichen Verkehrsknotenpunkt. Der Giebel des Gebäudes befindet sich an der zur Fußgängerzone umgestalteten Hauptstraße, während seitlich am Gebäude der Rosenplatz verläuft. Dieser mündet in eine Kreuzung mit der Bahnhofsstraße und der den Ort durchquerenden Kleinbottwarer Straße.